# Britt (Iowa)
Britt – miasto w Stanach Zjednoczonych, w stanie Iowa, w hrabstwie Hancock.

## Demografia
Zgodnie ze spisem statystycznym z 2000, miasto liczyło 2052 mieszkańców. W 2023 liczba mieszkańców nieznacznie spadła do 2004 osób, a gęstość zaludnienia poniżej 627 osób/km².